# Nikolai Muskhelishvili
Nikolai Ivanovich Muskhelisvili (em georgiano: ნიკოლოზ (ნიკო) მუსხელიშვილი; Tiblíssi, 16 de fevereiro de 1891 — Tiblíssi, 16 de julho de 1976) foi um matemático georgiano. Muskhelisvili foi um dos fundadores e primeiro presidente da Academia Nacional de Ciências da Geórgia.

## Carreira
Muskhelisvili graduou-se em matemática em 1914, na Universidade de São Petersburgo, sendo professor assistente na mesma universidade de 1917 a 1920. Em 1920 transferiu-se para a faculdade de matemática da Universidade Federal de Tiflis.
Em 1939 foi membro da Academia Soviética de Ciências. Em 1941 foi eleito presidente da então fundada Academia Nacional de Ciências da Geórgia, cargo do qual abdicou em 1972.
Foi sepultado no Pantheon de Mtatsminda, em Tiblíssi.
A Universidade Técnica Estatal N. Muskhelisvili, localizada em Kutaisi, é atualmente denominada em sua memória.

## Contribuições para a ciência
Muskhelishvili realizou pesquisas fundamentais sobre as teorias da elasticidade física, equações integrais, problemas de valor de fronteira e outros. Ele foi um dos primeiros a aplicar a teoria das funções de variáveis complexas aos problemas das teorias da elasticidade, propondo uma série de técnicas que foram implementadas com sucesso em diversas áreas da matemática, física teórica e mecânica. Seus trabalhos resolveram todos os principais problemas da Teoria da Elasticidade do Plano abrindo uma ampla classe de domínios reduzindo o problema do plano a sistemas finitos de equações algébricas lineares c núcleos singulares. Ele também é creditado com grandes contribuições para a teoria de problemas de valor de contorno linear para funções analíticas e equações integrais unidimensionais. Muskhelishvili é autor de vários artigos científicos, monografias e livros didáticos sobre matemática que têm sido usados pelas universidades desde sua publicação. As mais conceituadas são as monografias "Alguns problemas básicos da teoria matemática da elasticidade" (1933) e "Equações integrais singulares" (1947).

### Envolvimento em pesquisa militar
Durante a Segunda Guerra Mundial, Muskhelishvili foi responsável por redirecionar a preocupação da Academia de Ciências para a defesa nacional. Realizou uma série de trabalhos de investigação, experimentais e teóricos em diferentes áreas da matemática aplicada, física e mecânica, todos de grande importância prática e impacto decisivo no desenvolvimento de uma gama de equipamentos militares durante e após a guerra. No entanto, a escala exata é desconhecida e classificada. Suas conquistas e envolvimento na esfera da defesa lhe renderam vários prêmios, incluindo a Medalha "Pela Defesa do Cáucaso". Ele também foi premiado pelo lançamento do primeiro satélite artificial do mundo no espaço em 1961, no qual também contribuiu com o desenvolvimento. Muskhelishvili era um renomado especialista em engenharia capaz de aplicar muitas de suas teorias e soluções, incluindo suspensão de barra de torção para veículos rastreados, como tanques. A maior parte de suas pesquisas, teorias e ideias foram consideradas e implementadas para o desenvolvimento de certos veículos durante a Guerra Fria, alguns dos quais já se originaram de seus trabalhos teóricos anteriores durante a Segunda Guerra Mundial, sobre a elasticidade de materiais específicos sob circunstâncias específicas, como temperatura, peso, composição diferentes, etc. Seu trabalho praticamente se aplicava a qualquer coisa, desde veículos terrestres a aeronaves, foguetes e satélites.

## Condecorações
- Prêmio Modesto-Panetti da Academia de Ciências de Turim, 1969
- Medalha de Ouro Jan-Jessenius da Academia Eslovaca de Ciências, 1970
- Medalha de Ouro Lomonossov, 1972

## Principais publicações
- "On the equilibrium of elastic circular disks under the influence of stresses applied at the points of their encirclement and acting in their domains". (Russia), Izv. Electrotekhnich. Inst., Petrogrado, 12 (1915), 39–55 (com G. V. Kolosov).
- "On thermal stresses in the plane problem of the theory of elasticity". (Russia), Izv. Electrotekhnich. Inst., Petrogrado, 13 (1916), 23–37.
- "On defining a harmonic function by conditions given on the contour". (Russia) Zh. Fiz.-mat.ob-va, Perm Univ., 1918, (1919), Issue I, 89–93.
- "Applications des intégrales analogues à celles de Cauchy et quelques problèmes de la physique mathématique". - Tiflis, Edition de l'Université de Tiflis, Imprimerie de l'Etat, 1922.
- "On periodic orbits in closed geodesic lines (abstract)". (Russia) Trad. All-Russian Math. Congr. Moscou, Abr. 27–Mai. 4, 1927, Moscou-Leningrado, 1928,189.
- "On some contour problems of plane hydrodynamics".(Russia) Proc.of All-Russian Math. Congr. Moscou-Leningrado, 1928, 262.
- "Zum Problem der Torsion der homogenen isotropen Prismen". Izv. Tiflis. polit.in-ta, 1 (1929), part 1, 1-–20.
- "Nouvelle méthode de rèduction du problème biharmonique fondamental à une equation de Fredholm". C. R. Acad. Sci.,192 (1931), No. 2, 77–79.
- "Théorèmes d'existence relatifs au problème biharmonique et aux problèmes d'élasticité a deux dimensions". C. R. Acad. Sci., 192 (1931), No. 4, 221–223.
- "To the problem of torsion and bending of elastic bars composed of various materials. (Russia). Izv. AN SSSR, OMEN, 1932, iss.7, 907–945.
- "To the problem of torsion and bending of composite elastic beams". (Russia) Izv. Inzh. Inst. Gruzii, 1932, iss. I, 123–127.
- "Some basic problems of the mathematical theory of elasticity. Basic Equations, the plane problem, torsion and bending (Foreword by Acad. A. N. Krilov)". (Russia) Acad. Sci. USSR, Leningrado, 1933.
- "Singular integral equations, boundary value problems of the function theory and some of their applications to mathematical physics (Russia)", Moscow -Leningrad, 1946.
- "Sur le problème de torsion des poutres élastiques composées". C. R. Acad. Sci., 194 (1932), No. 17, 1435–1437.
- "Recherches sur des problèmes aux limites relatifs à l'équation biharmonique et aux équations de l'élasticité à deux dimensions". Math. Ann., 1932, Bd. 107, No. 2, 282–312.
- "Solution of a plane problem of the theory of elasticity for a solid ellipse". (Russia) PMM, I (1933), is. I, 5–12.
- "Praktische Lösung der fundamentalen Randwertaufgaben der Elastizitätstheorie in der Ebene fur einige Berandungsformen". Z. Angew. Math. und Mech., 1933, Bd. 13, No. 14, 264–282.
- "Sur l'équivalence de deux méthodes de reduction du problème plan biharmonique à une équation intégrale". C. R. Acad. Sci., 196 (1933), No. 26, 1947–1948 (com V. Fock).
- "A new general method of the solution of the basic boundary value problems of the plane theory of elasticity". (Russia) DAN SSSR, 3 (1934), No. 1, 7–11.
- "Investigation of new integral equations of the plane theory of elasticity". (Russia) DAN SSSR, 3 (1934), No. 2, 73–77.
- "On a new boundary value problem of the theory of elasticity". (Russia) DAN SSSR, 3 (1934),141–144.
- "A new method of the solution of plane problems of the theory of elasticity". (Russia) Bull. II All-Union Math. Congr. in Leningrad, Junho 24–30, Leningrad, 1934, 68.
- "Solution of the basic mixed problem of the theory of elasticity for half-plane". (Russia) DAN SSSR, 3(1935), No. 2, 51-–53.
- "Theory of elasticity". (Russia) Big Soviet Encycl., 56 (1936), 147–158.
- "A new method of solution of plane problems of the theory of elasticity (Abstract)". (Russia) Trad. II All-Union Math. Congr. in Leningrad, June 24–30, 2 (1934), Leningrado-Moscoo, 1936, 345–346.
- "On the numerical solution of a plane problem of the theory of elasticity". (Georgian). Trad. Tbil. Math. Inst., 1 (1937), 83–87.
- Transl. editing: Chapters 7–9. In the book by F. Frank and R. Mizes "Differential and Integral equations of Mathematical Physics". Part 2. Transl. edited by L. E. Gurevich. Leningrado-Moscou, 1937, 224–346.
- "On the solution of the basic boundary value problems of the theory of Newtonean potential". (Russia) PMM, 4 (1940), iss. 4, 3–26.
- "On the solution of the basic contour problems of the logarithmic potential theory". (Russia). Trad. Tbil. Math. Inst., 7 (1939), 1–24 (com L. Z. Avazashvili).
- "On the solution of the Dirichlet problem on a plane". (Russia) Bull. Georgian Branch USSR Acad. Sci., 1 (1940), No. 2, 99–106.
- "Remarks on the basic boundary value problems of the potential theory". (Russia) Bull. Georgian Branch USSR Acad. Sci., 1 (1940), No. 3, 169–170. Amendments to the Paper, ditto, No. 7, 567.
- "Application of integrals of the Cauchy type to one class of singular integral equations". (Russia) Trad. Tbil. Mat. Inst., 10 (1941), 1–43, 161–162.
- "On the basic mixed boundary value problem of the logarithmic potential theory for multiply connected domains". (Russia) Bull. Acad. Sci. Georgian SSR,2(1941), No. 4, 309–313.
- "Basic boundary value problems of the theory of elasticity for a half-plane". (Russia) Bull Acad. Sci. Georgian SSR, 2 (1941), No. 10, 873–880.
- "Singular integral equations with a Cauchy type kernel on open contours". (Russia) Trad. Tbil. Math. Inst. Acad. Sci. Georgian SSR, 2 (1942), 141–172 (com D. A. Kveselava).
- "Basic boundary value problems of the theory of elasticity for a plane with rectilinear cuts". (Russia) Bull. Acad. Sci. Georgian SSR, 3 (1942), No. 2, 103–110.
- "To the problem of equilibrium of a rigid punch at the boundary of an elastic half-plane in the presence of friction". (Russia) Bull. Acad. Sci. Georgian SSR,43(1942), No. 5, 413–418.
- "Systems of singular integral equations with Cauchy type kernels". (Russia) Bull. Acad. Sci. Georgian SSR, 3 (1942), No. 10, 987–984.
- "Riemann boundary value problem for several unknown functions and its applications to systems of singular integral equations". (Russia) Trad. Tbil. math. Inst., 12(1943), 1–46 (com N. P. Vekua).
- "Applications of the theory of analytic functions to the theory of elasticity". (Russia) All-Union Congr. on theoretical and Applied Mechanics. Report Abstracts. Moscow, 1960, 142–143 (com I. N. Vekua).
- "Methods of the theory of analytic functions in the theory of elasticity". (Russia) Trad. All-Union Congr. on Theoretical and Applied Mrchanics (1960). Moscou-Leningrado, USSR Acad. Sci. Publ., 1962, 310-388 (com I. N. Vekua).
- "Applications of the theory of functions of a complex variable to the theory of elasticity". No livro: "Application of the theory of functions in solid medium mechanics". (Russia) v. VII, Nauka, Moscou, 1965, 32–55. idem em inglês: 56–75.